# Bawi-Tédoa
Bawi-Tédoa est une  commune de la préfecture de Nana-Mambéré, en République centrafricaine. Les 21 quartiers de la ville de Baoro sont inclus dans le territoire de la commune.  

## Géographie
La commune de Bawi-Tédoa s’étend au sud et à l’est de la ville de Baoro, elle est limitrophe de l’Ouham-Pendé et de l’Ombella-M'Poko. Elle occupe la rive gauche de la rivière Lobaye qui la sépare de la commune de Yoro-Samba Bougoulou.
| Doaka-Koursou        | Birvan-Bolé          | Binon   |
| Yoro-Samba Bougoulou | Bawi-Tédoa           | Guézéli |
|                      | Yoro-Samba Bougoulou |         |

## Villages
Les principaux villages de la commune sont : Gaba, Groupement Mbormon, Bawi et Tédoa.
La commune compte 27 villages en zone rurale recensés en 2003 : Adambou, Baboua, Balembe 1, Balembe 2, Barka Bongo, Bere Paul, Bianda, Doaka, Dobere Katara, Gangkarang, Gazi, Gbatouli, Gbawi, Gbawi-Tedoa, Mboromon 1, Mboromon 2, Mboromon 3, Mboromon 4, Mbororo, Tedoa 4, Tedoua 1, Tedoua 2, Yao, Zalagoe, Zambala, Zaoro Mboussa, Zoumbe 1.

## Éducation
La commune compte 5 écoles publiques à Baoro : école sous-préfectorale mixte et école mixte Dangsi, à Sarki, à Gazi et à Tédoa et 6 écoles privées à Ngombe, à Mboromo, à Bawi, à Barka, à Dobere Katara et l’école de la mission catholique de Dayanga.

## Santé
La commune située dans la zone sanitaire de Bouar-Baoro dispose d’un centre de santé amélioré à Baoro A, de trois centres de santé Baoro B, EEB Baoro à Baoro et à Tédoa et d’un poste de santé à Balembé.